# Левицький Кость Антонович
Кость Антонович Леви́цький гербу Роґаля (18 листопада 1859, Тисмениця, Станиславівський повіт, Королівство Галичини і Володимирії, Австрійська імперія, нині Україна, Івано-Франківська область — 12 листопада 1941, Львів, Дистрикт Галичина, Генерал-губернаторство, Третій Рейх) — український державний діяч, публіцист, юрист, історик, один із найвизначніших політичних діячів Галичини кінця XIX століття — першої половини XX століття, доктор наук. Співзасновник УНДП. З початку Першої світової війни очолив Головну українську раду у Львові. З листопада 1918 р. — голова Державного секретаріату ЗУНР, потім — голова комісії з виборчої реформи при уряді. Прем'єр-міністр ЗУНР (листопад — грудень 1918). У липні 1941 засновник, голова Національної Ради у Львові.
Зять академіка ПАН Омеляна Огоновського, вуйко Любомира Огоновського[значущість факту?].

## Біографія

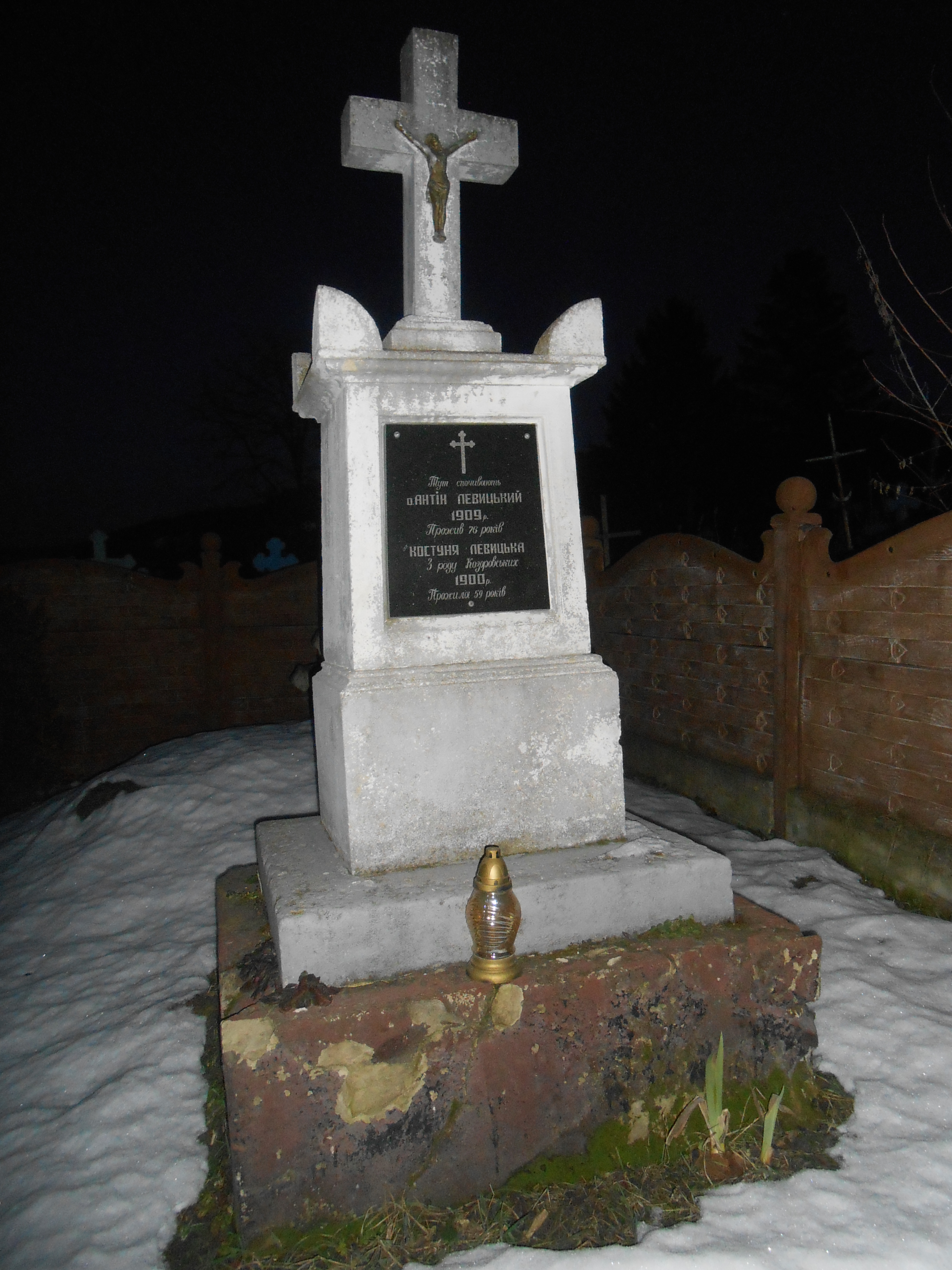
Надгробок на могилі батьків біля церкви в Нижневі

Народився 18 листопада 1859 у містечку Тисмениця Станиславівського повіту Королівства Галичини і Володимирії, Австрійська імперія, нині районний центр Івано-Франківської області, Україна) в сім'ї священника УГКЦ, шляхтича гербу «Роґаля» о. Антіна Левицького (1832—1909, Нижнів) — пароха Нижнева. Мав брата Олександра (?—1918), який працював секретарем при Міністерстві справедливості уряду Австро-Угорщини, зятя о. Северина Метеллі.
Після закінчення в 1878 році Станиславівської цісарсько-королівської гімназії навчався на правничих факультетах Львівського та Віденського університетів. У 1884 році склав докторат, у 1890 році відкрив адвокатську канцелярію у Львові.
Активний громадський діяч: обирали заступником голови «Академічного братства», активним діячем першого товариства українських правників «Кружок правничий» (1881), співзасновником, провідним діячем товариства українських ремісників «Зоря», «Народної торгівлі» (1883), страхового товариства «Дністер» (1891), «Краєвого союзу ревізійного» (1904), «Земельного банку гіпотечного» (1910), директором «Краєвого союзу кредитового» (1898—1939), засідав в управі «Просвіти».
Виявив себе в галузі науки: перекладав закони, опрацьовував українську юридичну термінологію, уклав німецько-український правничий словник, почесний член Наукового товариства імені Тараса Шевченка, співзасновник, довголітній редактор «Часописі правничої» та квартальника Союзу українських адвокатів «Життя і право», автор популярних юридичних праць.
Видатний політик: співзасновник і секретар «Народної Ради», член президії та президент Народного комітету Української національно-демократичної партії, депутат Палати Послів австрійського парламенту (1907—1918) та Галицького сейму (1908—1913 роки, від IV курії округу Рогатин; входив до складу «Українсько-руського соймового клубу», заступник голови у 1908—1909 роках, його голова у 1910-13 роках); 1913—1914 роки — від IV курії округу Жидачів), президент (голова) «Українського соймового клюбу» в Галицькому сеймі (1913—1914 років), президент українського клубу в австрійському парламенті (1910—1916). Очолюючи боротьбу українських парламентарів за український університет і реформу виборчої ординації до Галицького сейму, став одним із найавторитетніших українських політиків. На початку I світової війни очолив Головну Українську Раду, згодом Загальну Українську Раду — координаційний орган  українських партій. У 1914 році нагороджений командорським хрестом австрійського ордена Леопольда.
1 серпня 1914 року разом з Миколою Ганкевичем та Михайлом Павликом створив і очолив Головну українську раду.
Співорганізатор похорону Івана Франка 31 травня 1916 року.

### Керівник Державного Секретаріату ЗУНР
В умовах розпаду Австро-Угорської імперії парламентарії сформували Українську Національну Раду, взяли курс на створення незалежної держави. 31 жовтня 1918 р. львівська делегація Ради під проводом Костя Левицького ухвалила рішення про збройне повстання. 9 листопада УНРада під головуванням Костя Левицького схвалила опрацьовану за його участі тимчасову Конституцію ЗУНР. Голова першого уряду — Державного секретаріату ЗУНР, міністр фінансів ЗУНР.
Уряд діяв два місяці, сформував правові й організаційні засади ЗУНР. Після відставки Кость Левицький очолював комісію виборчого законодавства УНРади. Через відступ УГА в липні 1919 року за Збруч переїхав до Відня, увійшов до складу уряду ЗУНР як уповноважений у справах преси та пропаганди, згодом — закордонних справ. Очолював делегації ЗУНР на міжнародних конференціях у Ризі (1920), Женеві (1921), був членом делегації ЗУНР на Ґенуезькій конференції (1922). Очолював Комітет політичної еміграції. Після самоліквідації 1923 р. уряду згідно з рішенням Ліги Націй про анексію Східної Галичини повернувся до Львова.

### Міжвоєнний період
У міжвоєнний період входив до Центрального комітету Українського національно-демократичного об'єднання; вирішальної ролі в політиці вже не відігравав. Працював на посадах директора «Центробанку», очолював Союз українських адвокатів, входив до складу Навчальної ради адвокатів Польщі. Проявив себе як історик — автор «Історії політичної думки галицьких українців 1848—1914 рр.» (1926), «Історії визвольних змагань галицьких українців у часи світової війни 1914—1918 рр.» (1928—1930), «Великий зрив» (1931) тощо «Історію політичної думки галицьких українців» досі вважають основною працею з історії українського національного руху XIX ст.

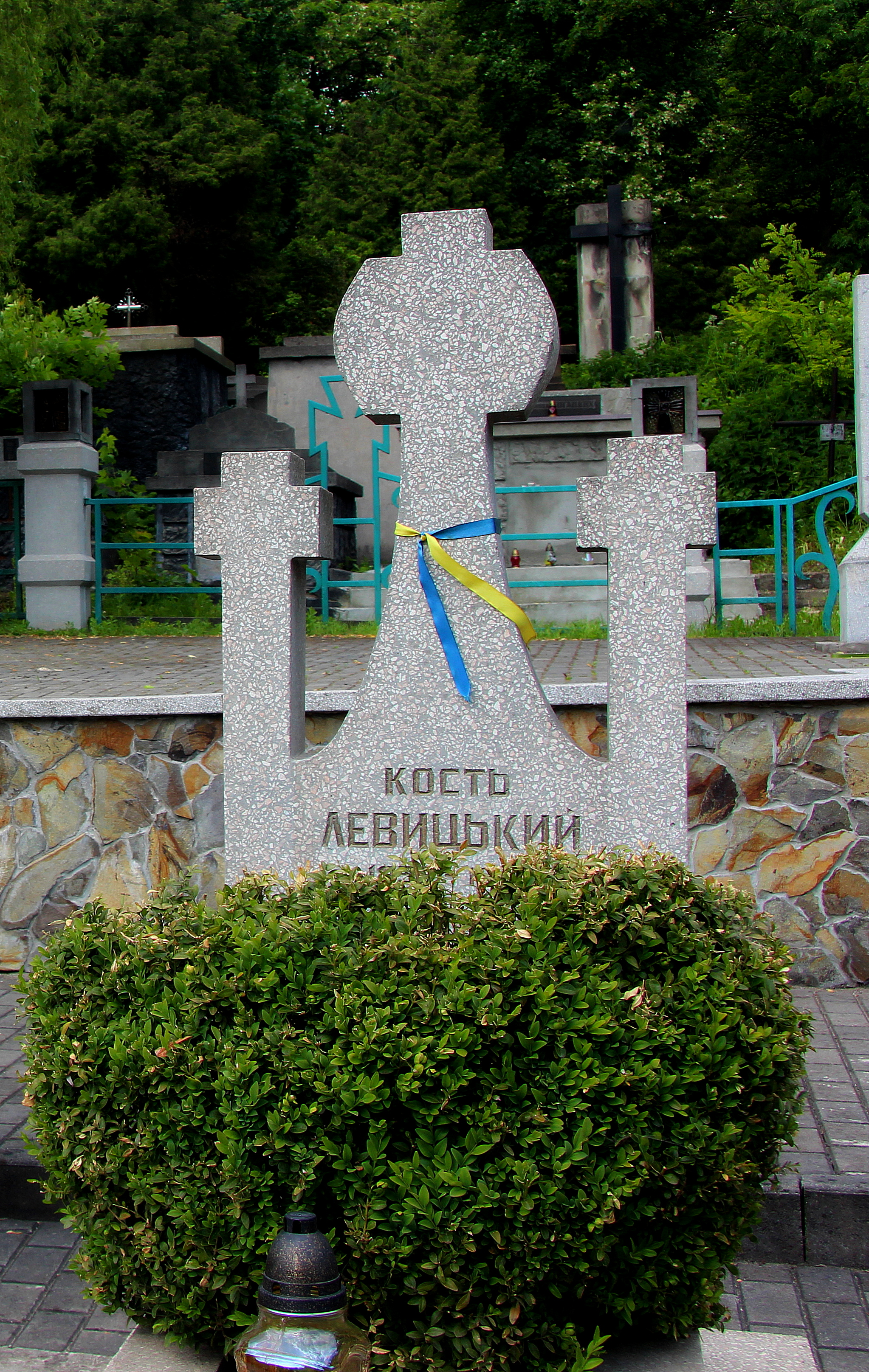
Могила Костя Левицького на 38 полі Янівського цвинтаря

Був заарештований восени 1939 року більшовиками, навесні 1941 звільнений та повернувся до Львова.

### Проголошення Української держави
30 червня 1941 року оунівці проголосили Українську державу, Кость Левицький очолив Раду Сеньйорів (передпарламент — з 6 липня, із 30 липня 1941 р. — УНРада). Неодноразово провадив нелегкі переговори з нацистами, намагався відіграти роль представника єдиної легітимної влади в Галичині. На початку 1942-го нацисти поставили перед УНРадою ультиматум про саморозпуск.
Помер 12 листопада 1941 року. Похований на Янівському меморіальному цвинтарі поруч з генералом Мироном Тарнавським.
У прощальному слові митрополит Йосип Сліпий, відзначаючи величезні заслуги Костя Левицького, назвав його «керманичем політичного життя народу до останньої хвилини».

## Вшанування пам'яті
1992 р. вулицю Володимира Маяковського у Львові, на якій під № 34 був розташований будинок Костя Левицького, перейменували на його честь.
26 листопада 2009 Національним банком України була випущена ювілейна монета «Кость Левицький».
У 2010 р. до 150-річчя від дня народження Кость Левицького Львівською обласною державною телерадіокомпанією було презентовано документальний фільм, присвячений діяльності видатного адвоката, громадського та політичного діяча. Сценаристом і ведучим телевізійного фільму виступив журналіст та дипломат Яців Володимир.
На батьківщині, в Тисмениці, одна з центральних вулиць носить ім'я К. Левицького.

Вул. Костя Левицького в Тисмениці

## Праці
Кость Левицький — автор цінних історичних праць:
- Історія політичної думки галицьких українців 1848—1914 (1926) (завантажити з Chtyvo.org [Архівовано 21 жовтня 2016 у Wayback Machine.])
- Історія визвольних змагань галицьких українців в часи світової війни 1914—1918 рр. (1928) (завантажити з Chtyvo.org [Архівовано 21 жовтня 2016 у Wayback Machine.])
- Великий зрив (1931).